# Embalse Bullileo
El embalse Bullilleo, a veces Bullileo, es una obra hidráulica de almacenamiento de aguas con fines de uso agrícola ubicada a 49 km al oriente de la ciudad de Parral en la Región del Maule.

## Ubicación, propiedad y función
El embalse es administrado por la Junta de Vigilancia del Río Longaví y sus Afluentes.

## Represa
El embalse tiene una presa de tierra de 73 m de altura, una longitud de 280 m en su coronamiento lo que le da un volumen de 1.300.000 m³ al muro. Su capacidad de almacenamiento alcanza a los 60 hm³, que son sobrepasados casi todos los inviernos con las aguas de su afluente principal, el río Bullileo, pero son agotados a fines del verano por su uso en la agricultura.
La salida normal de aguas es a través de un túnel de 710 m de largo y por medio de un sistema de 5 válvulas compuesto cada sistema de una válvula (accionamiento manual) de compuerta de cierre total y una de aguja para el cierre parcial.
El vertedero hidráulico es capaz de evacuar 1.020 m³/s con una longitud de la cresta del vertedero de 48 metros.

## Situación hídrica
| Comparación contenido Embalse Bullilleo                          |                                                                  |
| ---------------------------------------------------------------- | ---------------------------------------------------------------- |
| Gráfico no disponible temporalmente debido a problemas técnicos. |                                                                  |
| Contenido promedio histórico Contenido 2018-19                   |                                                                  |
|                                                                  | Gráfico no disponible temporalmente debido a problemas técnicos. |

La información de la Dirección General de Aguas sobre el volumen almacenado por el embalse durante los últimos 12 meses muestra una clara baja con respecto al promedio histórico almacenado de 55 millones m³.
En junio de 2023, después del temporal que afectó al centro-sur de Chile, el embalse alcanzó un 100% de almacenamiento.

## Historia
El embalse tiene una larga historia que comienza en 1896. Sus hitos son:
- 1896 Estudios preliminares del ingeniero Ascencio Astorquiza
- 1918 Proyecto provisional de obras de Augusto Larraín
- 1928 Estudios Diseño Final de Dionisio Retamal
- 1929 Inicio de la construcción con la empresa “J. G. White Eng. Corp.”
- 1930 Se interrumpen los trabajos de construcción debido a la crisis del salitre
- 1938 Se activa ejecución de las obras por “Salinas y Fabres”
- 1939 El terremoto de Chillán vuelve a interrumpir los trabajos
- 1942 Se reinician la construcción de la represa
- 1949 Finalización de las obras y comienzo del uso provisional MOP
- 1953 Explotación definitiva de las obras MOP
- 1957 Se constituye la Junta de Vigilancia del Río Longaví
- 1980 Entrega de la administración de las obras
- 1981 Se hace entrega de obras, terrenos y campamentos
- 1982 Evento de emergencia por filtraciones
- 1983 Reparación completa del muro cortina
- 2011 Instalación Telemetría Satelital